# Maria Eugènia Gay Rosell
Maria Eugènia Gay Rosell   (Barcelona, 1975) és una jurista i advocada catalana, regidora de l'Ajuntament de Barcelona pel PSC des de les eleccions municipals de 2023.

## Trajectòria
Especialista en dret processal civil, exerceix en els àmbits del dret de família, successions, responsabilitat civil, dret registral, associacions, fundacions i col·legis professionals. La seva trajectòria dins el Col·legi de l’Advocacia de Barcelona es va iniciar sent diputada de la Junta de Govern de l’ICAB sota el mandat de la degana emèrita Sílvia Giménez-Salinas (2005-2009). Des de juliol de 2017 és la presidenta de l’Associació Intercol·legial de Col·legis Professionals de Catalunya.
És degana del Col·legi de l'Advocacia de Barcelona (ICAB) des del juny de 2017, quan substituí Oriol Rusca, qui ocupava el càrrec des del juliol del 2013.
Ha impulsat el disseny i implantació del primer pla d’Igualtat (2018-2021) dins del Col·legi de l’Advocacia de Barcelona, fet pel qual el 2019, la Corporació va rebre el premi Women in a Legal World (categoria Igualtat). També ha promogut dins la Corporació la realització del fòrum internacional de debat ‘Women Business & Justice European Forum’ amb l’objectiu d’enfortir i promoure el lligam professional de les dones de la justícia amb la societat civil i el món empresarial. El juliol del 2019 va rebre el premi Dona Jurista de l'any convocat pel portal jurídic Lawyerpress New, en el marc del IV Congrès de l'Advocacia de Barcelona.
Del juliol de 2020 és la president del Consell d'Il·lustres Col·legis d'Advocats de Catalunya i de la Comissió de Mediació de la Fédération des Barreaux d’Europe. També és vicepresidenta del Consejo General de la Abogacía Española i alhora és la representant del Capítol Espanyol de la World Jurist Association.
El 18 de gener de 2022 va ser nomenada delegada del govern espanyol a Catalunya pel Consell de Ministres, càrrec en el qual va rellevar Teresa Cunillera. Va mantenir el càrrec fins a la primavera de 2023.
El 17 de juny de 2023, com a resultat de l'investidura de Jaume Collboni (PSC) com a alcalde de Barcelona, va ser nomenada segona tinenta de l'alcaldia, on liderarà l’àrea de Cicles de Vida, Drets Socials, Cultura, Esports, Educació i Coordinació Territorial. Tot això junt a Laia Bonet (1a tinenta), Albert Batlle (3r tinent) i Jordi Valls (4t tinent). Pel que fa als districtes, és la regidora de Sarrià-Sant Gervasi. Finalment presidirà l'Institut Municipal d'Educació, l'Institut de Cultura, l'Institut Municipal de Persones amb Discapacitat i l'Institut Municipal de Serveis Socials de Barcelona.
El 2025 fou inclosa a la llista Forbes de les 100 dones més influents de Catalunya.

## Posicionaments
És partidària del diàleg com a via per resoldre la situació a Catalunya. S’ha posicionat en contra de la independència i a favor dels indults als presos independentistes, assenyalant que «permeten iniciar una nova etapa de diàleg i consens després d’anys de conflicte».
En el seu moment, es va mostrar crítica amb la sentència del procés, de la qual va dir que era «injusta i desproporcionada» i que «no respon a les necessitats de Catalunya», alhora que insistia en «la necessitat de tornar al diàleg» com a via per resoldre el conflicte català.
Defensora de la igualtat, considera que «va més enllà d’una qüestió de gènere i forma part ineludible de la justícia i de la realització dels drets humans», assenyalant que «sense igualtat no és possible entendre la democràcia ni l’Estat de Dret». Pel que fa a la violència contra les dones, considera necessari incorporar nous mecanismes de protecció de la dona a la legislació espanyola.